# 新上五島町立魚目小学校
新上五島町立魚目小学校（しんかみごとうちょうりつ うおのめしょうがっこう）は長崎県南松浦郡新上五島町榎津（えのきづ）郷にある公立小学校。
略称「魚小」（うおしょう）。
五島列島の中通島に位置している。

## 概要
歴史
1874年（明治7年）に「榎津小学校」として創立。2014年（平成26年）に創立140周年を迎えた。
校区
住所表記で「長崎県南松浦郡新上五島町」のうち魚目地区（浦桑、榎津、丸尾、似首）。
中学校区は新上五島町立魚目中学校。
校章
波と校名にちなみ、三匹の魚の絵を組み合わせたデザインとなっている。
校歌
作詞は大欣鉄馬、作曲は島村吉門による。歌詞は2番まであり、校名は歌詞中に登場しない。榎津尋常高等小学校時代の1915年（大正4年）に制定された。制定当時、作詞者・作曲者ともに長崎県師範学校の教諭であった。

## 沿革
前身（榎津小学校）
- 1874年（明治7年）- 「第五大学区第五中学区[1]榎津小学校」が開校。
  - 魚目戸長の桜井弘人、村内の有志と相談の上、榎津郷町筋111番地の代官所を改造し小学校を設置。児童数は約80名。初代校長には中村治平が就任。他3名の訓導（教諭）が配属される。
- 1875年（明治8年）5月 - 立串・小串・曽根・桑の木・丸尾の5ヶ所に分校が設置される。
- 1877年（明治10年）3月 - 教則の改正により、「上等榎津小学校」に改称。
  - 上等8級・下等8級、計16級。各課程（級）の修業期間を6ヶ月、学齢を満6歳から14歳、修業年限を8年とする。
- 1878年（明治11年）4月 - 津和崎分校を設置。
- 1879年（明治12年）
  - 9月  - 津和崎分校仲知分舎を設置。
  - 12月 - 小串分校が分離し、小串小学校として独立。立串・曽根・津和崎分校・仲知分舎が小串小学校に移管される[2]。
- 1882年（明治15年）3月 - 「中等榎津小学校」に改称。
  - 初等科3年・中等科3年・高等科2年（計8年）の課程を設置。
- 1886年（明治19年）
  - 6月 - 小学校令の施行により、「尋常榎津小学校」に改称。桑の木・丸尾の2分校を廃止し、本校に統合。修業年限を4年（=義務教育年限）とする。
    - 有川村の中筋に（長崎県）第十九高等小学校が設置される。

  - 10月 - 榎津郷字城山東に新校舎が完成し移転を完了。
- 1889年（明治22年）4月 - 町村制の施行により、魚目村立の小学校となる。
- 1890年（明治23年）- 女児を対象に裁縫科を設置。
- 1892年（明治25年）
  - 2月 - 校舎改築のため、榎津神社と元海寺を借用し授業を実施。
  - 7月 - 校舎が完成。魚目村、長崎県に対して高等科の設置を申請。
  - 11月25日 - 高等科（修業年限4年）の設置が認可され、「榎津尋常高等小学校 」に改称。児童総数は296名となる。
- 1894年（明治27年）- 児童数の増加で校舎がせまくなり、本校に加えて桑の木の胸肩神社を借用して授業を実施（桑の木分舎を設置）。
- 1896年（明治29年）- 更なる児童数の増加により、民家を借用して授業を開始。
- 1897年（明治30年）- 校庭を拡張。
- 1898年（明治31年）
  - 5月 - 高等科2教室を増築。
  - 10月 - 石柱の校門が完成。
- 1901年（明治34年）
  - 4月 - 桑の木分舎を「浦桑分教場」に改称。
  - 6月 - 尋常科に裁縫と唱歌が加えられる。
- 1905年（明治38年）
  - この年 - 通信簿を制定。
  - 4月 - 高等科に農業科が加えられる。
- 1908年（明治41年）4月 - 小学校令の改正で義務教育年限が4年から6年に延長されたため、尋常科5・6年を設置。
  - 旧・高等科1年を尋常科5年、旧・高等科2年を尋常科6年、旧・高等科3年を高等科1年、旧・高等科4年を高等科2年に振り替える。
- 1914年（大正3年）
  - 4月 - 長崎県師範学校により第二種講習会が開設されることとなり、村内の大工全員（15名）により裁縫教室が講習会会場に改造される。
  - この年 - 校訓（誠実（勤勉・自治・規律））・誓詞、校章（当時在職の訓導・渡辺儀一によるデザイン）、校旗（東京三越による調製）を制定。
- 1915年（大正4年）- 校歌を制定。
- 1916年（大正5年）10月 - 浦桑分教場を宮ノ脇の旧・水産補習学校に移転。
- 1917年（大正6年）- 綱引きを校技に制定。
- 1918年（大正7年）- 校歌旗体操を制定。
- 1926年（大正15年）5月28日  - 浦桑分教場を焼失により廃止。
- 1928年（昭和3年）4月 - 仮校舎を設置。

前身（似首小学校）
- 1874年（明治7年）9月 - 「似首小学校」として創立。
- 1877年（明治10年）- 「下等似首小学校」に改称。
- 1882年（明治15年）- 「初等似首小学校」に改称。初等科（修業年限3年）を設置。
- 1886年（明治19年）- 小学校令の施行により、「簡易似首小学校」に改称。
- 1888年（明治21年）10月 - 児童数の増加により校舎がせまくなったため新校舎を建築。「尋常似首小学校」に改称。修業年限を4年とする。
- 1889年（明治22年）4月 - 町村制の施行により、魚目村立の小学校となる。
- 1890年（明治23年）4月 - 女児を対象に裁縫科を設置。
- 1892年（明治25年）9月 - 「似首尋常小学校」に改称（「尋常」の位置が変わる）。
- 1908年（明治41年）4月 - 小学校令の改正で義務教育年限が4年から6年に延長されたため、尋常科5・6年を設置。

統合・魚目小学校
- 1929年（昭和4年）4月1日 - 榎津尋常高等小学校と似首尋常小学校を統合し、「魚目尋常高等小学校」が設置される。
  - 新校地が榎津郷字下宇戸401番地（現在地）に定められる。
  - 新校舎が完成するまでの間、旧・榎津尋常高等小学校校舎を11学級が、旧・似首尋常小学校校舎を似首分教場とし3学級が使用。
- 1930年（昭和5年）2月 - 新校舎の建設が開始。請負人は地元（丸尾）出身の鉄川与助。
- 1931年（昭和6年）- 長崎県下の小学校としては、長崎市勝山尋常高等小学校に次ぐ（長崎県離島の小学校としては初の）鉄筋校舎が完成。
- 1933年（昭和8年）- 課外活動として剣道部を創設。
- 1935年（昭和10年）
  - 6月 – 水道設備が完成。
  - 9月 – 似首分教場を廃止し、児童を本校に統合。これにより本校の学級数は16となる。
  - 11月 – 校旗を新調。
- 1936年（昭和11年）- 銃器庫を新設。
- 1941年（昭和16年）4月1日 - 国民学校令の施行により、「魚目村国民学校」に改称。尋常科を初等科に改める（初等科6年・高等科2年）
- 1947年（昭和22年）
  - 4月1日 - 学制改革（六・三制の実施）が行われる。
    - 国民学校の初等科が改組され「魚目村立魚目小学校」（修業年限6年）となる。各学年2クラスで計12学級。
    - 国民学校の高等科は青年学校の普通科と統合され、新制中学校「魚目村立魚目中学校」（修業年限3年）となり、当面の間小学校に併設される。

  - 5月 – 長崎軍政府教育官ニブロが来校。
- 1948年（昭和23年）7月 - 中学校校舎が完成。
- 1956年（昭和31年）9月30日 - 新魚目町の発足[4]により、「新魚目町立魚目小学校」に改称。校門のそばに池と築山が完成。
- 1965年（昭和40年）4月 - 特殊学級を設置。
- 1974年（昭和49年）10月 - 創立100周年記念式典を挙行。記念碑を建立。
- 1979年（昭和54年）3月 - 特別教室（図工室・家庭科室）が完成。
- 1980年（昭和55年）3月 - 体育館が完成。
- 1986年（昭和61年）1月 - 水洗トイレが完成。
- 2002年（平成14年）1学期 - 旧校舎を解体。
- 2004年（平成16年）
  - 2月 – 新校舎が完成。郷土資料メモリアルスペースやモニュメント公園を有する。
  - 8月1日 - 新上五島町の発足により、「新上五島町立魚目小学校」（現校名）に改称。

## 周辺
- 新上五島町立魚目中学校
- 新上五島町立魚目幼稚園
- 新上五島町役場 新魚目支所
- 新上五島町立魚目総合体育館
- 魚目郵便局

## アクセス
最寄りのバス停
- 西肥自動車（西肥バス）五島営業所「魚目小学校前」バス停

最寄りの港
- 有川港 - 佐世保港との間にフェリー・高速船が運行されている。

最寄りの国道・県道
- 長崎県道32号有川新魚目線

## 参考資料
- 「新魚目町郷土誌」（1986年（昭和61年）9月30日発行, 有川町郷土誌編集・編纂委員会）p.357-